# Ry, Kinnared
Ry är en by i Kinnareds socken, Hylte kommun. Förbi byn passerar Ryabäcken.
Byn omtalas i äldre källor första gången i början av 1600-talet. I jordeboken 1646 omfattar byn ett mantal frälse. Byn genomgick laga skifte 1868. Kinnared–Fegens Järnväg kom att anläggas över byns ägor. Idag finns två gårdar kvar i Ry. Stora delar av det äldre odlingslandskapet med stengårdsgårdar, odlingsrösen och beteshagar finns ännu bevarat kring gårdarna. I anslutning till bebyggelsen finns flera fornåkrar och förhistoriska gravar. Byn har av Länsstyrelsen i Hallands län har klassat byn som ett riksintresse för kulturmiljövården.